# جير أيلوارد
جير أيلوارد (بالإنجليزية: Ger Aylward)‏ هو لاعب قذف أيرلندي، ولد في 30 مارس 1992.